# Tropentechnik
Tropentechnik ist ein spezielles, im Allgemeinen sehr komplexes Werkzeug innerhalb der Zwölftonkomposition. Sie bezeichnet ganz allgemein die bewusste Anwendung der Kenntnisse von den 44 Tropen.
Als ein fundamentales Ordnungs- und Übersichtssystem für alle möglichen Tonbeziehungen im Zwölftonraum erlauben die Tropen die totale Kontrolle über das System der zwölf Töne und seine Struktur. Allerdings muss man erst methodische „Umsetzungsstragegien“ aus den Tropen extrahieren und konstruktive Verfahren entwickeln, die ein Komponist praktisch anwenden kann. Die Gesamtheit dieser Verfahren lässt sich unter dem Begriff der Tropentechnik zusammenfassen. Tropentechnik ist ein praktisches Werkzeug für die Komposition und ist nicht für die Analyse von zwölftönigen Musikstücken konzipiert, obgleich die Tropen häufig als Analysemittel missverstanden und angewandt werden.

## Anwendung
Tropentechnik ist an sich keine Kompositionstechnik und auch kein Stil, sondern sie ist ein Hilfsmittel, wie man bestimmte kompositionstechnische Probleme konstruktiv unter Zuhilfenahme der Tropen lösen kann. Die Anwendungsgebiete können etwa sein:
- die Bildung von hochkomplexen Zwölftonreihen
- die Konstruktion einer formalen Anlage der Komposition aus den Formeigenschaften einer Reihe oder Trope heraus
- die Vermischung oder Einbindung verschiedener traditionell-musikalischer Bestandteile in eine (Zwölfton)-Komposition, so z. B. eines bestehenden Cantus firmus, bestimmter Harmoniefolgen, die Schaffung bestimmter tonaler oder modaler Felder
- die Schaffung eines Formbaus, bei dem klassischer Kontrapunkt angewandt werden kann
- Symmetriebildungen jeder beliebigen Art, wie z. B. die Bildung von beliebig komplexen Kanons, Fugen etc.
- die beliebige Kombination aller oben genannten Gebiete, sofern die Zwölftonstruktur dies überhaupt erlaubt

Kurioserweise kann Tropentechnik auch außerhalb einer Zwölftonkomposition für die Schaffung tonaler oder modaler Kompositionen angewandt werden, sie ist nicht an die Verwendung der Totalität der zwölf Töne gebunden.
Die existierenden Verfahren der Tropentechnik sind unterschiedlich anspruchsvoll. Fast jeder wird aus einem symmetrischen Tropenbild relativ schnell eine große Anzahl an ebenso symmetrischen Zwölftonreihen erstellen können. Aber nur wenige werden in der Lage sein, aus einer Trope einen harmonisch klingenden, vierstimmigen Kanon konstruieren können, bei dem die einzelnen Stimmen gleichzeitig im Spiegel, Krebs und Spiegelkrebs zueinander stehen.
Heute wird Tropentechnik in erster Linie im Rahmen der Klangreihenkomposition angewandt und gepflegt.

## Beispiel
Um einen adäquaten Eindruck von Tropentechnik bekommen zu können, ist es notwendig, sich mit den zur Verfügung stehenden Möglichkeiten, welche die Tropen aus kompositionstechnischer Sicht bieten, vertraut zu machen. Das nachfolgende Beispiel illustriert einige sich bietende Anwendungsmöglichkeiten anhand von ein paar ausgesuchten Tropeneigenschaften: Greift man beispielsweise auf Trope 3 zurück, so besagt die Tropenlehre, dass sich dort die Intervallverhältnisse zwischen beiden Hexachorden umkehren (Trope 3 ist eine spiegelgleiche Trope). Dies ermöglicht beispielsweise die Erstellung von Zwölftonreihen, deren zweite Hälfte zur ersten im Spiegel oder auch im Spiegelkrebs steht. Die erste Tropenhälfte von Trope 3 enthält zudem den Trichord (0,2,6) zweimal im jeweiligen Halbtonabstand (z. B. F-G-H und Ges-As-C), die zweite Hälfte beinhaltet folglich dessen Spiegel (0,4,6), etwa B-D-E und A-Cis-Dis. Die Quart- und Quintpermutationen aller aus Trope 3 gebildeten Zwölftonreihen führen stets zu Trope 30. Außerdem erlaubt die vorliegende Trope die Bildung von zwei miteinander verzahnten Sechstonstrukturen im Krebs und im Ganztonabstand, bzw. im Intervall einer kleinen Septime. Die Tropenlehre besagt dabei grundsätzlich, dass eine Transposition von komplementären Hexachorden im Ganzton- oder im kleinen Septimabstand immer nur auf Grundlage der widergleichen Trope 17 möglich ist. Folglich erfordert die besagte hexachordale Krebsführung innerhalb von Trope 3 eine Projektion von Trope 17 in Trope 3 (etwa so: G-As-C-H-F-Fis-|-E-Es-Cis-D-B-A → Die fettgedruckten Noten kennzeichnen einen Hexachord von Trope 17).
Eine einfachere Möglichkeit bestünde darin, aus Trope 3 eine Zwölftonreihe mit zwei separaten, im Spiegel zueinander stehenden Hälften zu bilden (etwa G-As-C-H-F-Fis-|-D-Cis-A-B-E-Dis).
Unter Anwendung einer vierstimmigen [3-3-3-3] - Harmonisierung, wie sie vielfach von Hauer praktiziert wurde, würde man sodann ein harmonisches Band erhalten, dessen zweite Hälfte den exakten Spiegel der ersten repräsentiert:

Eine solche Akkordfolge wäre beispielsweise als Grundlage für die Komposition von Werken mit Spiegelführungen geeignet, die um einige Takte versetzt einsetzen (folgende Abbildung).

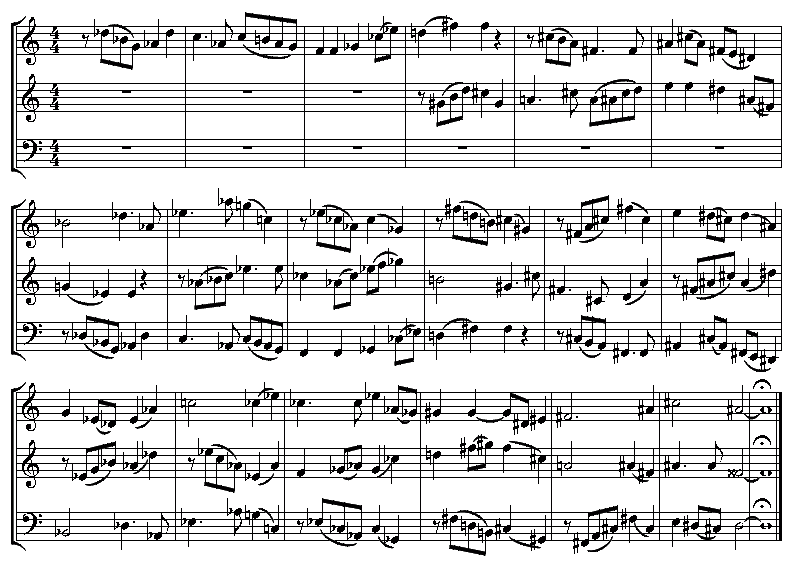
Beispiel für einen dreistimmigen Spiegelkanon auf Grundlage des o.a. harmonischen Bandes

Andere Harmonisierungsmethoden können die Komposition z. B. von Werken (oder nur von einzelnen Abschnitten) im Spiegelkrebs oder mit multiplen Symmetrien ermöglichen, etwa im Hinblick auf Permutationen der erwähnten Dreitonzellen (0,2,6) und (0,4,6). Andere denkbare Varianten wären beispielsweise Umdeutungen der vorhandenen Intervallbeziehungen zur schrittweisen Überführung in den zuvor erwähnten Krebs: Da die beiden oben angeführten Zwölftonreihen die gleiche erste Hälfte besitzen, ließen sich sehr leicht Querverbindungen und Erweiterungsmöglichkeiten im Ton- und Intervallmaterial herstellen.
Die Frage der Wahl des musikalischen Stils einer solchen Komposition ist indessen von diesen Überlegungen größtenteils unabhängig. Beispielsweise könnte sich dieser unter der Anwendung Steinbauer’scher Klangreihentechniken auf eine Zwölftonreihe von weitgehend tonal scheinender Homophonie oder einem harmonisch geführten Kontrapunkt bis hin zur strengen Reihentechnik erstrecken. Zur Demonstration wurde der Kanon in der obigen Abbildung so verfasst, dass darin eine Zwölftonreihe als formale Grundlage nicht mehr erahnbar ist. Tatsächlich aber greift dieses Stück relativ streng und mechanisch auf die Akkordfolge (Notenbeispiel) zurück: Jeder Akkord repräsentiert das harmonische Material eines halben Taktes im Spiegelkanon, ab dem siebten und dreizehnten Takt wiederholt sich die Klangfolge.

## Geschichte
Die Geschichte der Tropentechnik ist von Schwierigkeiten, aber auch von Mythen durchsetzt. Der Beginn von Tropentechnik fällt mit der Formulierung der 44 Tropen durch den österreichischen Komponisten und Musiktheoretiker Josef Matthias Hauer im Jahr 1921 zusammen. Hauer war auch der Erste, der tropentechnische Methoden entwickelt und angewandt hat. Zwar hat Hauer auch zum Thema publiziert, jedoch sind seinen Schriften fast keine wirklich brauchbaren Informationen zu entnehmen.
Auch in nachgelassenen Texten Hauers sind keine konkreten Erkenntnisse über Tropentechnik überliefert. Den Grund dafür nannte der Komponist in einem Brief einmal selbst: „Meine Schüler verstehen von der Zwölftontheorie nur soviel als sie jeweils bei mir gelernt haben. Die literarischen Publikationen, die ich im Laufe meiner Entwicklung veröffentlicht habe, sind eher irreführend als belehrend, denn die Hauptsachen habe ich immer verschwiegen, für den persönlichen Unterricht vorbehalten. Ich musste mich sichern gegen Plagiatoren, gegen alles, was meine eigenartige, viel verlästerte Musik vor der Öffentlichkeit hätte in Misskredit bringen können.“
Dass Hauer mehr über die Anwendung der Tropen wusste als er in Texten hinterlassen hat, lässt sich anhand seiner eigenen Tropentafeln (vor allem anhand jener aus dem Jahr 1948) nachweisen, in denen die Töne nach bestimmten Symmetrien angeordnet sind, über die er allerdings nie geschrieben hat.
Von Hauers Schülern existieren hingegen Texte, die für das Verständnis der Tropen und ihrer Anwendungsmöglichkeiten etwas erhellender sind. Hier ist, neben Hermann Heiss und Heinrich Simbriger, dessen Komplementäre Harmonik wesentlich auf den Tropen fußt, vorrangig Othmar Steinbauer zu nennen. Steinbauers nachgelassene Unterlagen belegen eine intensive Beschäftigung mit den Tropen ab den frühen 1930er Jahren. Im Lehrbuch der Klangreihenkomposition geht Steinbauer erstmals auf konkrete tropentechnische Verfahren ein. Inwiefern er diese teils von Hauer übernommen, teils selbst hergeleitet hatte, bleibt jedoch unklar. Wahrscheinlich ist, dass Steinbauer, bestenfalls Hinweisen Hauers folgend, seine tropentechnischen Erkenntnisse selbst entwickelt hat.
Bereits im Jahr 1932 weist Steinbauer auf die besonderen symmetrischen Eigenschaften jener sechs Tropen hin, die den wesentlich später von Milton Babbitt entdeckten all-combinatorial sets entsprechen. Auch konstruierte Steinbauer zu dieser Zeit Tropenvarianten, in denen er bestimmte Fälle von Permutationsmöglichkeiten von 3 Gruppen zu je 4 Tönen („Vierklanggruppen“) und von 4 Gruppen zu je 3 Tönen („Dreiklanggruppen“) katalogisierte. Diese Untersuchungen blieben jedoch unvollständig und wurden erst viel später von Heinrich Simbriger wesentlich vorangebracht.
In Folge wäre der Steinbauerschüler Johann Sengstschmid zu erwähnen, der in seinen Schriften über Hauers Kompositionstechniken versuchte, tropentechnische Rückschlüsse zu ziehen.

## Probleme
Die Tropentechnik trägt bis heute den Charakter einer „Geheimlehre“. Dies liegt zum einen an der ausgesprochen hohen Komplexität der Materie, die selbst Fachleuten Probleme bereiten kann. In Tropentechnik kann man sich nur dann überhaupt einarbeiten, wenn man bereits über fundierte Kenntnisse über die Tropen selbst und über kompositionstechnische Methoden (z. B. verschiedene Formen der Zwölftonkomposition, kontrapunktische Gattungen etc.) verfügt. Für die meisten der derzeit bestehenden komplexeren (und mächtigeren) Verfahren der Tropentechnik ist außerdem ein tieferes Verständnis über die Klangreihenkomposition und ihre Methoden erforderlich. Das bedeutet nicht, dass Tropentechnik außerhalb der Methoden der Klangreihenlehre nicht existieren kann, sondern es zeigt nur, dass außerhalb davon kaum jemand jemals tropentechnische Verfahren formuliert hat.
Ein weiteres gravierendes Problem ist, dass es fast keine Literatur zum Thema gibt. Der historische „Schleier“, den die schlechte Informationspolitik Hauers über Jahrzehnte verursacht hat, hat nicht nur zum allgemeinen Verständnis der Tropentechnik nicht beigetragen, sondern sie hat es nachhaltig blockiert und das bestehende Interesse daran behindert. Andererseits erhielt die Tropentechnik selbst unter Spezialisten den Ruf einer verborgenen „Königsdisziplin“ innerhalb der Zwölftontechniken, da sich hier die Methoden der Zwölftonkomposition direkt mit den Techniken der späten Kontrapunktkunst im 18. Jahrhundert verbinden. Und es wurde viel über die Möglichkeiten der Tropentechnik spekuliert, da nur wenige Menschen sie bis ins Detail kennen und einschätzen können.